# Observatorul din Versailles
Observatorul din Versailles (în franceză Observatoire de Versailles Saint-Quentin-en-Yvelines) este un observator astronomic afiliat Universității Versailles. Situat în Guyancourt, Franța, în 2009, se concentrează pe studiul schimbărilor climatice și dezvoltării durabile.